# Llorà
Llorà és un poble del municipi del Sant Martí de Llémena (Gironès), situat al costat de la riera de Llémena, al sector oriental del terme. L'església parroquial és dedicada a sant Pere.

## Etimologia
Tal com recull el Diccionari català-valencià-balear, segons Wilhelm Meyer-Lübke vindria del llatí *Loriānu, derivat de Lorius. En canvi, Paul Aebischer declina aquest ètim i el cerca en Laurānu, que deriva del nom propi Laurus.

## Demografia
La població a 1 de gener de 2021 és de 481 habitants distribuïts de la següent manera:
| Entitat de població | Habitants |
| ------------------- | --------- |
| Disseminat de Llorà | 71        |
| Llorà               | 373       |
| el Pla de Sant Joan | 37        |
| Font: Idescat       |           |

## Llocs d'interès
- Sant Pere de Llorà, església parroquial del poble.
- Rectoria de Llorà, rectoria del segle xix.
- Can Pascual, casa amb part de l'antiga casa forta de Llorà datada d'entre els segles x i xii.[6]

## Fires i festes
- La Minerva, la festa major de Llorà, se celebra el tercer cap de setmana de setembre.[7]